# リーマン理論

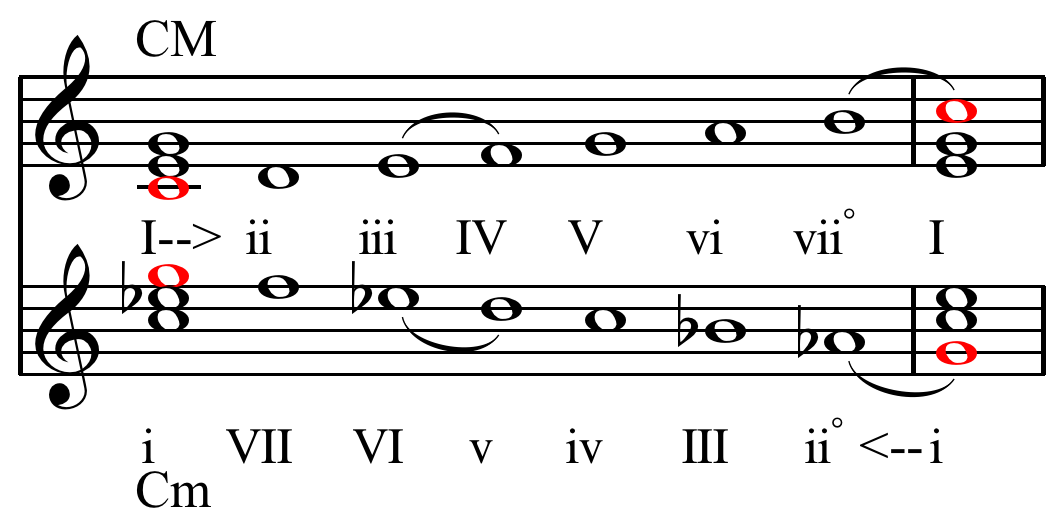
リーマンの「二元論（dualist）」システムの図解: 長音階の下に、上下逆の短音階を示している。半音はスラーで示し、他の音は全音で区切られる。降順の短音階は、昇順の長音階と同じ順序で半音と全音を含んでいる。

「リーマン理論」（Riemannian theory）は、一般にドイツの理論家フーゴー・リーマン（1849-1919）の音楽理論を指す。彼の理論的な著作は、音楽理論、表記法、和声、メロディ、表現方法、音楽理論の歴史などを含む多くのトピックをカバーしている。
より具体的には、リーマン理論という用語は、主にその二元論と機能和声の概念によって特徴付けられる和声理論を指すことがよくある。

## 二元論

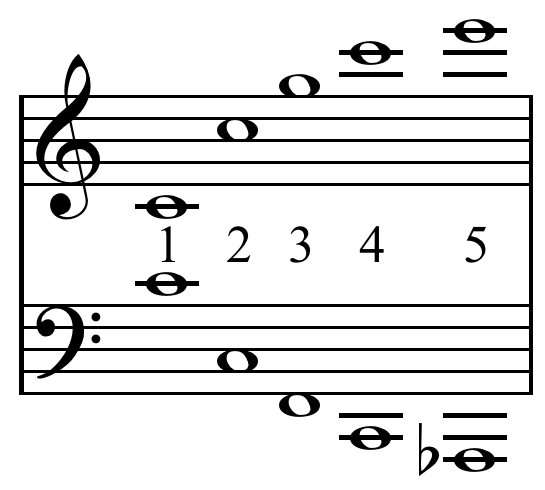
OtonalityとUtonality。上方倍音と下方倍音に、1から5の番号が付けられている。,

三和音を関連付けるためのリーマンの「二元論（dualism）」システムは、初期の19世紀の和声理論家から脚色されたものである。「二元論」という用語は、長三和音の「逆」バージョンと見なされる短三和音を含む、長調と短調の反転関係に重点を置くことを指す。この「和声二元論（harmonic dualism）」（極性和声理論、harmonic polarity）は、上記の方向転換を生じさせるものである。関連用語Utonalityも参照。
近年では、一部の人々（ジェイコブ・コリアーなど）は、二元論を「ネガティブハーモニー（negative harmony）」の理論と呼ぶ。

## 変換
1880年代、リーマンは三和音を互いに直接関連付ける変換システムを提案した。リーマンのシステムには、「Schritt（ドイツ語: step, 進行）」と「Wechsel（ドイツ語: change, 転換）」の2つのクラスの変換があった。
- Schritt は、1つの三和音を別の三和音に転置し、一定数のスケールステップで移動する。たとえば、'Quintschritt'（ドイツ語では文字通り「5番目のステップ」）は、三和音を完全5度だけ移動させる。つまり、c+ を g+（上）または f+（下）に変換する。
- Wechsel は、リーマンの二元論の理論に従って三和音を反転させ、長三和音を短三和音にマッピングする。たとえば、Seitenwechsel（「die Seiten wechseln」は「to change sides（側面を転換する）」と翻訳される）は、三和音を、それと並行する短三和音または長三和音にマッピングする。つまり、c+ を 0c に、またはその逆に変換する。[7]

リーマンの変換理論は、ネオ・リーマン理論の基礎を形成し、リーマンが最も関心を寄せていた基本的な音調上の三和音を超えて変換のアイデアを拡大した。